# Vilcabamba (Pérou)
Pour les articles homonymes, voir Vilcabamba.

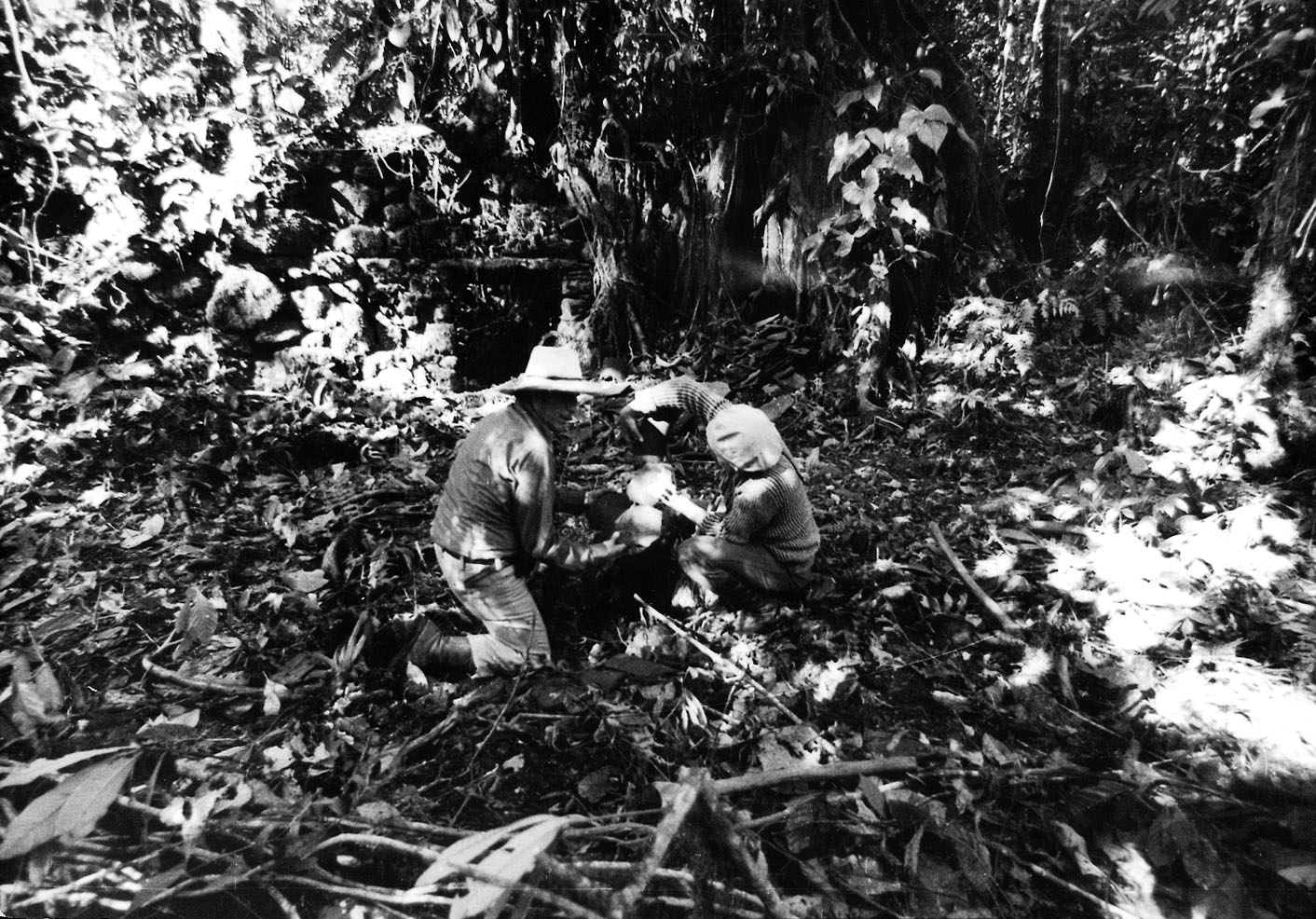
Les ruines de Vilcabamba en 1976

Vilcabamba (Willkapampa en Aymara et Quechua,,,, ou encore Espíritu Pampa) est une région du Pérou, au nord de Cuzco, qui fut le dernier refuge des Incas après la conquête espagnole.

## Noms
Vilcabamba, en quechua, signifie « plaine sacrée ». Le nom moderne des ruines incas de Vilcabamba est Espíritu Pampa (Plaine des Esprits).

## Descriptif
Cette région accidentée et couverte d'une végétation luxuriante offrit un refuge idéal à Manco Inca après la grande rébellion de 1536 contre les conquistadors. Dans la cité de Vilcabamba, entouré de ses proches, il tenta de reconstituer une cour impériale et un État reproduisant l'organisation du Cuzco d'avant la conquête : c'est pourquoi il fut postérieurement appelé le « royaume perdu des Incas ».
Ce petit royaume inca subsista durant trente-six années, profitant des luttes internes entre les conquistadors espagnols, menant des raids contre leurs possessions et orchestrant des soulèvements dans la population indigène. 
Pour y mettre un terme, les Espagnols organisèrent une ultime expédition dans Vilcabamba en 1572. Ils ne rencontrèrent aucune opposition à leur progression et capturèrent le dernier Inca régnant : Tupac Amaru. Bien que disposé à parlementer avec le pouvoir colonial, il fut exécuté en public sur la place d'armes de Cuzco, devant une foule en larmes.
On ignore la réelle position géographique et l'étendue exacte du royaume de Vilcabamba. Cependant, concernant sa capitale, les archéologues s'orientent vers le site de Choquequirao au Pérou.

## Exploration
Selon Ethan Todras-Whitehill du New York Times, le premier visiteur non Inca dans la région de Vilcabamba fut l'explorateur Juan Arias Díaz (en) en 1710. La première référence écrite date de 1768 et fut rédigée par Francisco Antonio Cosme Bueno (es), mais resta ignorée à l'époque. En 1834, l'explorateur français Eugène de Sartiges redécouvrit le site et en fit une description dans la Revue des Deux-Mondes. Lorsque Hiram Bingham, découvreur également du site de Machu Picchu, visita Choquequirao en 1909, le site connut un regain de popularité et d'attention. Douglas Savoy, explorateur américain, a aussi, entre autres, exploré Choquequirao.

### Vidéographie
L'émission Enquêtes archéologiques d'Arte, a consacré son numéro du 30 août 2021 au site de Choquequirao, sous le titre « La géographie sacrée des Incas ». Elle décortique les raisons qui ont pu pousser Manco Inca à construire un palais dans ce lieu isolé : glaciers des montagnes sacrées, surplomb du rio Apurimac, lieu privilégié par rapport à la course du soleil.

### Dans la culture
Vilcabamba forme tout un niveau dans les jeux Tomb Raider (1996) et ses remake Tomb Raider Anniversary (2007) et Tomb Raider Reloaded (2023).